# Мальтийская церковь (Вена)
Мальтийская церковь (церковь Святого Иоанна Крестителя, Мальте́зеркирхе (нем. Malteserkirche) — католическая церковь в городе Вена, Австрия. Названа по имени Мальтийского ордена, которому она принадлежит. Находится во Внутреннем Городе, на Кернтнерштрассе, дом 37. В находящемся в этом же квартале здании по Йоханнесгассе (нем. Johannesgasse) расположен Австрийский Великий приорат (нем. Großpriorat von Österreich) Мальтийского ордена.

## История
Первая церковь, находящаяся на месте сегодняшней церкви святого Иоанна Крестителя, была построена в 1217 году. Церковь именовалась «Дом магистра ордена святого Иоанна» и принадлежала Мальтийскому ордену. Современный храм был построен в середине XV века. В XVIII веке храм был перестроен в барочном стиле. В 1857 году были добавлены витражи. В 1933 году испытывавший в результате последствий Первой мировой войны финансовые проблемы мальтийский орден вынужден был продать здание местной венской архиепархии, но в 1960 году выкупил его обратно. С 1960 года началась реставрация храма, которая была полностью завершена в 1998 году.
Алтарь церкви был создан в 1730 году архитектором Иоганном Георгом Шмидтом.